# Antonio Serra Ramoneda
Antonio Serra Ramoneda (Barcelona, 1933) es un catedrático y economista español. Rector de la Universidad Autónoma de Barcelona entre 1980 y 1985.

## Biografía
Doctor en Ciencias Económicas por la Universidad Complutense de Madrid (1960) y catedrático de Economía de la empresa en la Universidad Autónoma de Barcelona, de la que fue rector (1980-1985). Bajo su rectorado, se redactaron los primeros estatutos universitarios de la democracia, se empezó a aplicar la Ley de Reforma Universitaria y se llevaron a cabo varias actuaciones que potenciaron la investigación. Desde 1987 es también miembro del Instituto de Estudios Catalanes
Fue consejero de la antigua Caja de Pensiones antes de su fusión con la Caixa de Barcelona (1977-84) y presidente de Caja de Cataluña (1984-2005), cargo en el cual  fue sustituido por Narcís Serra. Fue presidente de la Agencia para la Calidad del Sistema Universitario en Cataluña, del Tribunal de Arbitraje Técnico de Cataluña y del foro de opinión Tribuna Barcelona. En el año 2000 fue distinguido como colegiado emérito del Colegio de Economistas de Cataluña. En 2005 recibió la Cruz de Sant Jordi. Actualmente es Síndico de Agravios de la Universidad de Vic.

## Obras
- Sistema económico y empresa (1986)
- Formas de empresa (1988)
- L'empresa: Fonaments econòmics (1989)
- La empresa: Análisis económico (1993)
- Mercados, contratos y empresa (2001)
- Avatares de un burgués de Barcelona (2006)
- Els errors de les caixes (2011)[3]